# Fritillaria orientalis
Fritillaria orientalis är en liljeväxtart som beskrevs av Adam. Fritillaria orientalis ingår i Klockliljesläktet och i familjen liljeväxter. Inga underarter finns listade.

## Bildgalleri

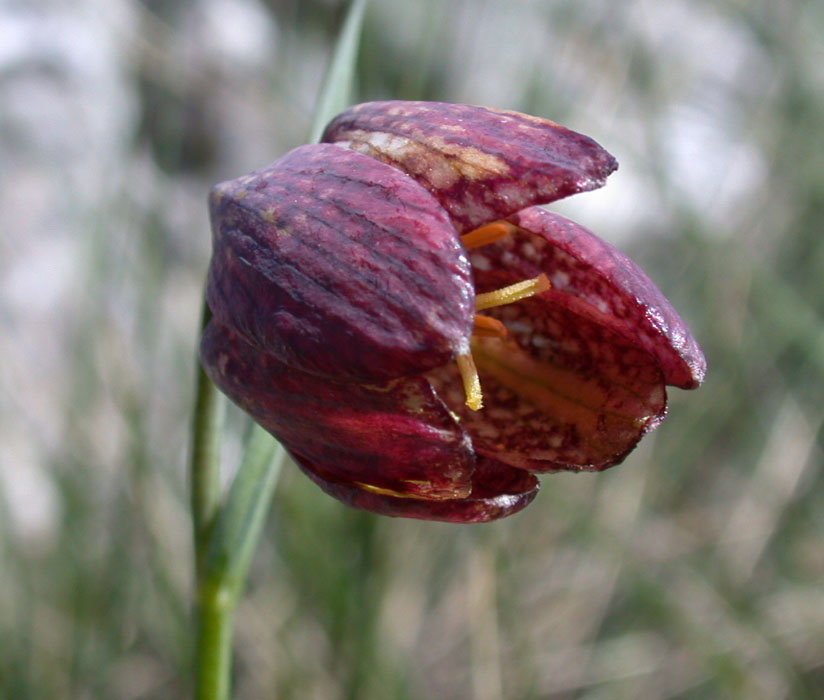
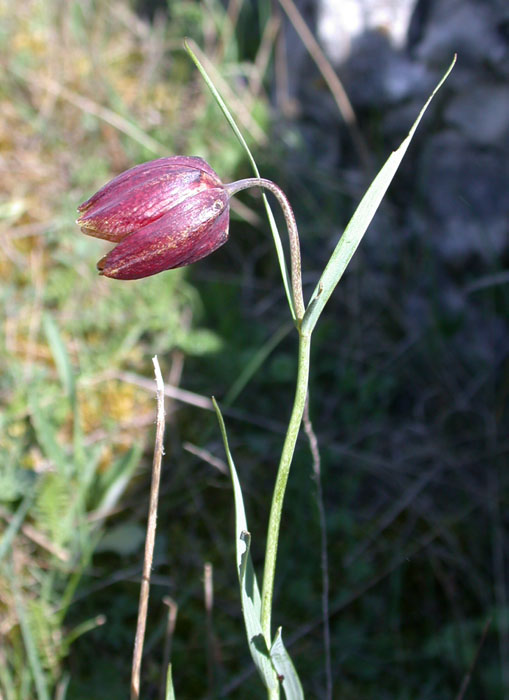